# Чифлик (Штип)
Чифлик (мкд. Чифлик) је насеље у Северној Македонији, у средишњем делу државе. Чифлик је село у саставу општине Штип.

## Географија
Чифлик је смештен у средишњем делу Северне Македоније. Од најближег града, Штипа, насеље је удаљено 12 km југоисточно.
Насеље Чифлик се налази у историјској области Јуруклук. То је побрђе које чини западну претходницу планине Плачковице. Јужно од насеља тече речица Крива Лакавица. Надморска висина насеља је приближно 650 метара.
Месна клима је умерено континентална.

## Становништво
Чифлик је према последњем попису из 2002. године имао 7 становника.
Већинско становништво су етнички Македонци (100%).
Претежна вероисповест месног становништва је православље.